# Демидівська селищна територіальна громада
Демидівська селищна територіальна громада — територіальна громада в Україні, у Дубенському районі Рівненської області. Адміністративний центр — селище Демидівка.
Площа громади — 278,41 км², населення — 11 300 мешканців (2018).

## Історія
Утворена 13 вересня 2016 року шляхом об'єднання Демидівської селищної ради, Вербенської, Глибокодолинської, Ільпибоцької, Княгининської, Рогізненської, Рудківської, Хрінницької сільських рад Демидівського району та Пляшевської сільської ради Радивилівського району.
Перші вибори селищного голови та депутатів ради відбулися 29 жовтня 2017 року.

## Характеристика громади
Демидівська територіальна громада розташована у південній частині Рівненської області в зоні правобережного лісостепу і належить до Волино-Подільського плато. Практично вся територія громади лежить у межах Повчанської височини, поверхня слабохвиляста.
Межує на півночі з Боремельською громадою, на сході — з Бокіймівською та Повчанською ТГ, на півдні — з Крупецькою ТГ і на заході з Горохівським районом Волинської області.

### Земельні ресурси
Територія селищної ради становить 27,841 тис. гектарів (1,4 % території області), з них: сільськогосподарські угіддя — 21,24 тис. гектарів (76,3 %), ліси та лісовкриті площі — 3,61 тис. гектарів (12,9 %), під водою — 1,30 тис. гектарів (4,7 %), забудовані землі — 0,82 тис. гектарів (2,9 %), відкриті заболочені землі — 0,51 тис. гектарів (1,8 %), інші землі — 0,36 тис. гектарів (1,3 %).
Площа лісів становить 3610,4 гектарів, лісистість 12,9 %. Середня забезпеченість лісом одного жителя громади становить 0,32 гектара (для порівняння по області — 0,89 гектара).

### Населення, трудові ресурси, зайнятість
Населення селищної ради станом на 1 січня 2018 року становило 11,3 тис. осіб (1,0 % населення області), у тому числі 22,8 % — міського та 77,2 % сільського населення. Щільність населення — 40,6 осіб на 1 кв. км.
Загальна чисельність пенсіонерів селищної ради станом на 01.01.2018 становила 2,9 тис. осіб.
З 2001 року спостерігається стабільне зниження чисельності сільського та міського населення за рахунок скорочення народжуваності та значних міграційних процесів. За цей період кількість міського населення зменшилася на 213 осіб або на 7,6 %, сільського — на 785 осіб або 8,3 %.
До складу громади входять 1 селище (Демидівка) і 22 села: Вербень, Вичавки, Вишневе, Вовковиї, Глибока Долина, Дубляни, Ільпибоки, Калинівка, Княгинине, Копань, Лисин, Лішня, Лопавше, Острів, Охматків, Перекалі, Пляшева, Рогізне, Рудка, Солонів, Товпижин, Хрінники.
| № п/п | Найменування населених пунктів | Чисельність населення станом на 01.01.2018 | Відстань до адміністративного центру територіальної громади, км |
| 1.    | с-ще Демидівка                 | 2587                                       | -                                                               |
| 2.    | с. Вербень                     | 992                                        | 12,0                                                            |
| 3.    | с. Лішня                       | 835                                        | 1,0                                                             |
| 4.    | с. Хрінники                    | 788                                        | 7,0                                                             |
| 5.    | с. Рогізне                     | 639                                        | 6,0                                                             |
| 6.    | с. Дубляни                     | 631                                        | 3,0                                                             |
| 7.    | с. Пляшева                     | 625                                        | 14,0                                                            |
| 8.    | с. Острів                      | 460                                        | 15,0                                                            |
| 9.    | с. Княгинине                   | 442                                        | 6,0                                                             |
| 10.   | с. Лопавше                     | 432                                        | 6,0                                                             |
| 11.   | с. Рудка                       | 419                                        | 6,0                                                             |
| 12.   | с. Ільпибоки                   | 333                                        | 3,0                                                             |
| 13.   | с. Товпижин                    | 319                                        | 11,0                                                            |
| 14.   | с. Вишневе                     | 297                                        | 4,0                                                             |
| 15.   | с. Перекалі                    | 285                                        | 8,0                                                             |
| 16.   | с. Глибока Долина              | 271                                        | 10,0                                                            |
| 17.   | с. Солонів                     | 231                                        | 19,0                                                            |
| 18.   | с. Лисин                       | 198                                        | 10,0                                                            |
| 19.   | с. Вичавки                     | 186                                        | 12,0                                                            |
| 20.   | с. Калинівка                   | 123                                        | 8,0                                                             |
| 21.   | с. Копань                      | 104                                        | 6,0                                                             |
| 22.   | с. Охматків                    | 103                                        | 11,0                                                            |
| 23.   | с. Вовковиї                    |                                            |                                                                 |

## Економічний потенціал громади
Провідне місце в економіці селищної ради займає сільське господарство. Основними напрямками є вирощування зернових та зернобобових культур, картоплі та овочів. В структурі валової продукції сільського господарства (за всіма категоріями господарств) галузь тваринництва становить 0,7 %, рослинництва — 99,3 %.
У сфері торговельного обслуговування населення мережа підприємств торгівлі та ресторанного господарства селищної ради становить 138 підприємств різних форм власності. Функціонує 1 приватний ринок на 120 робочих місць. Підприємницькою діяльністю в ТГ займаються 24 малі підприємства (з чисельністю працівників 300 осіб), а також 230 фізичних осіб-підприємців.
Банківську систему представляють 2 відділення банків (Приватбанк і Ощадбанк — у с-щі Демидівка).
Промисловість. У промисловому комплексі громади працює 5 промислових підприємств приватної форми власності: ПП «Демидівський консервний завод», ТзОВ «Агрореммаш», ТзОВ «Олді», ТОВ «Тотал», ТОВ «Укртрансрейл». Обсяг реалізованої промислової продукції (товарів, послуг) без ПДВ та акцизу склав 77794,0 тис. грн (січень-жовтень 2019 року).
Обсяг реалізованої промислової продукції (товарів, послуг) в перерахунку на одну особу населення становить 6972,66 грн. Провідні галузі промисловості — оптова торгівля деревиною, лісопильне та стругальне виробництво; виробництво плодоовочевих консерв; ремонт сільськогосподарських машин; виробництво електроенергії.
Функціонує одна мала гідроелектростанція у с. Хрінники.
Сільське господарство. На території громади є 21,24 тис. га сільськогосподарських угідь, з них ріллі — 17,9 тис. га. Реалізацією цього потужного природного потенціалу займаються 12 сільськогосподарських підприємств, 9 фермерських господарств та більше 200 одноосібників.
Основним напрямком сільського господарства у Демидівській ТГ є рослинництво (зернове виробництво, вирощування технічних культур, садівництво). У розрізі культур найбільші площі в 2019 році відведені під посіви кукурудзи — 33,4 %, озимої пшениці — 28,5 %, сої — 11,5 %, озимого ріпаку — 9,2 % (враховано дані агроформувань). Середня урожайність озимих зернових 54,3 ц/га, зернобобових — 56,5 ц/га, кукурудзи — 70,5 ц/га, цукрового буряка — 516,0 ц/га.
Позитивні тенденції в галузі агропромислового виробництва засвідчує зростання обсягів валової продукції сільського господарства порівняно з відповідним періодом минулого року на 13,0 %. Індекс обсягу виробництва продукції рослинництва в порівнянні з минулорічним становить 111,4 %. Враховуючи валовий збір та за рахунок реалізації продукції сільського господарства (зростання цін на сільськогосподарську продукцію), індекс обсягу сільськогосподарського виробництва прогнозується у 2020—2022 роках в середньому 111,2 %.
| № п/п | Найменування                          | Площа, га |
| 1     | ПП «Агро-Експрес-Сервіс»              | 2919,49   |
| 2     | ТзОВ «Хавест Агро»                    | 1360,72   |
| 3     | ТзОВ «Агро Захід»                     | 1325,15   |
| 4     | ПП «Добрий урожай плюс»               | 892,00    |
| 5     | ПП «Деметра»                          | 687,86    |
| 6     | ТзОВ «Західна Агровиробнича Компанія» | 540,42    |
| 7     | ФГ «Млинівська Чайка»                 | 466,00    |
| 8     | ТзОВ «Добрий Урожай»                  | 412,96    |
| 9     | ФГ «Щедрі Лани»                       | 236,40    |
| 10    | МП «Співдружність»                    | 138,00    |
| 11    | ФГ «Віка-Вікторія»                    | 93,23     |
| 12    | ФГ «Щедрість»                         | 93,00     |
| 13    | Підприємець Цинюк Віктор Федорович    | 67,00     |
| 14    | ФГ Чижука Михайла Івановича           | 42,36     |
| 15    | ФГ «Лан»                              | 41,63     |
| 16    | ТзОВ «АГРОМІКС-КР»                    | 24,00     |
| 18    | ППФ «Оріон»                           | 16,61     |
| 19    | ФГ «Червоний Промінь»                 | 14,32     |
| 20    | ФГ «Клен»                             | 13,37     |
| 21    | ФГ «Баквіт»                           | 6,00      |

### Транспортна інфраструктура і зв'язок
За останні роки спостерігається позитивна динаміка у сфері телекомунікаційних, поштових та кур'єрських послуг, в основному за рахунок збільшення надання послуг мобільного зв'язку.
Стаціонарний зв'язок надавала Рівненська філія ПАТ «Укртелеком», до 2020-2025 років в населених пунктах функціонувала розгалужена телефонна мережа. З 2005 року характерне постійне зменшення кількості абонентів, яких на 2010 рік налічувалося близько 500 абонентів.
Населення має можливість отримувати аудіовізуальну інформацію національних мовників через супутникове та ефірне мовлення. Біля с. Копань зводиться радіотрансляційна станція висотою 110 м, яка забезпечить стійким сигналом теле- і радіомовлення всі населені пункти громади та прилеглі райони Рівненської і Волинської областей.
В с-щі Демидівка працювала єдина місцева радіостанція КО «Редакція радіомовлення» Демидівської селищної ради, яка здійснювала мовлення у проводовій мережі. Кількість абонентів на території громади становила близько 200. Радіостанція ліквідована у 2020 році.
Послуги мобільного зв'язку в громаді надають ПрАТ «Київстар», ПрАТ «ВФ Україна», ТОВ «Лайфселл», ТОВ «Інтертелеком». Кількість абонентів мобільного зв'язку становить близько 12,3 тис. одиниць.
Значне зростання показує проникнення Інтернету в населені пункти громади. Проводовий доступ наявний у всіх населених пунктах громади.
Мережа об'єктів поштового зв'язку нараховує 8 відділень ПАТ «Укрпошта» та 1 відділення ТОВ «Нова Пошта».

#### Радіостанція
У громаді працювало радіо «Говорить Демидівка», що було комунальною інформаційно-просвітницькою радіостанцією колишнього Демидівського району в мережі дротового мовлення. Її засновниками 2003 року були Демидівська райдержадміністрація та Демидівська районна рада. Вело мовлення на 1-му каналі мережі в обсязі 1 година 41 хвилина на тиждень згідно сітки мовлення. Ліцензія НР № 0644 від 22.01.2003 р.
Організація працювала з 1995 року. Першим редактором працював Олександр Жогло з с-ща Млинів, який суміщав роботу на радіо з виданням районної газети.У 1998 році створено редакцію районного радіомовлення, до цього існував відділ радіофікації при редакції газети. У 2008 році засновано комунальну організацію. Станом на початок 2020-х років працює 1 працівник: головний редактор Дмитрук Тетяна Анатоліївна. Управління здійснювала Демидівська селищна рада (до вересня 2019 року — Демидівська районна рада), форма управління — комунальна організація. Технічне оснащення: персональний комп'ютер, цифровий диктофон, аудіокомплекс для організації музичних програм.
Протягом 2000-х років мережа дротового мовлення в Демидівському районі значно занепала, головним чином через неналежне обслуговування відповідальною організацією — Рівненська філія ПАТ «Укртелеком». Кількість радіоточок зменшилась з більш ніж 5 тисяч до трьох сотень. Станом на вересень 2017 року повністю відсутнє мовлення у наступних населених пунктах громади — Вовковиї, Рогізне, Ільпибоки.
У 2014 році розпочато будівництво радіотелепередавальної станції поблизу села Копань. У майбутньому з'явиться можливість слухати місцеву радіостанцію
в ефірі.
У березні 2019 року було розпочато процес переходу радіостанції із власності району у власність Демидівської ОТГ. Також всі випуски завантажуються на Youtube та на Facebook.
Першими ведучими ефіру були Олександр Жогло і Тетяна Дмитрук.
В ефірі радіо «Говорить Демидівка» виходять новини, мовлення ведеться в понеділок, середу та п'ятницю з 14:00 до 14:30

### Автомобільні шляхи
Транспортне обслуговування господарського комплексу і населення селищної ради здійснюється автомобільним видом транспорту. Територію громади перетинають автомобільні шляхи територіального значення Т-18-06 Рівне — Млинів — Берестечко — Буськ — Перемишляни, Т-03-03 Луцьк — Радомишль — Демидівка — Дубно, Т-18-13 Демидівка — Велика Городниця — на Олику, Т-03-02 Піща — Шацьк — Любомль — Володимир-Волинський — Павлівка — Горохів — Берестечко — Козин — Кременець. Стан — незадовільний. Крім того, ціла мережа інших доріг в населених пунктах та між ними, більшість з яких з твердим покриттям. Протяжність автомобільних шляхів загального користування — 136 кілометрів.
Автомобільний транспорт завдяки розвиненій мережі приміських та міжміських автобусних маршрутів забезпечує перевезення пасажирів в межах громади та зв'язує з містами Дубно, Рівне, Луцьк, Львів, Київ. Автобусна маршрутна мережа ТГ нараховує 27 маршрутів. Регулярним автобусним сполученням охоплено всі населені пункти, окрім с. Солонів.
В с-щі Демидівка функціонує автостанція.

### Освіта і культура
Мережа закладів дошкільної освіти Демидівської громади включає в себе 5 закладів дошкільної освіти. У 2019 році проведено реорганізацію мережі закладів дошкільної освіти, в результаті якої 4 дитсадки введено в структуру закладів загальної середньої освіти. Загалом у цих закладах виховується 361 дитина. У селищній раді функціонує 11 закладів загальної середньої освіти комунальної власності: 2 опорні заклади з 4 філіями, 3 ліцеї, 2 гімназії.
З метою організації дозвілля дітей дошкільного та шкільного віку на території Демидівської ТГ працюють Будинок творчості школярів, Дитяча школа мистецтв та Дитячо-юнацька спортивна школа. Демидівський будинок творчості школярів охоплює 510 дітей. Протягом 2019—2020 років на базі позашкільного закладу працює 17 гуртків. У дитячій школі мистецтв навчається 160 дітей, в тому числі з сусідніх сільських рад Демидівського району. Дитячо-юнацьку спортивну школу відвідує 264 учні, працює 8 тренерів.
Мережа культурно-освітніх установ становить: 9 публічно-шкільних бібліотек, 6 будинків культури, 8 клубів, дитяча школа мистецтв.

## Залучення інвестицій для розвитку Демидівської громади
У 2019 році залучено 3667,3 тис. грн субвенції з державного бюджету на формування інфраструктури об'єднаних територіальних громад. Кошти спрямовано на 5 проєктів:
1.   Виготовлення генерального плану смт Демидівка Демидівського району Рівненської області;
2.   Закупівля транспортного засобу спеціального призначення (трактор) та обладнання комплектувальних виробів (навантажувач, відвал, причеп) для транспортних засобів спеціального призначення для Демидівського виробничого управління житлово-комунального господарства;
3.   Реконструкція вуличного освітлення по вул. Газовій, вул. Богуна, вул. Вербицького в смт Демидівка Демидівського району Рівненської області;
4.   Придбання шкільного автобуса для підвозу учнів опорного закладу Демидівський ліцей Демидівської селищної ради Рівненської області;
5.   Реконструкція котельні (заміна котлів) та зовнішніх теплових мереж «Пляшевського ліцею» Демидівської селищної ради Рівненської області в с. Пляшева по вул. Грушевського, 16.
Протягом січня-листопада 2019 р. реалізовано 11 проєктів за кошти субвенції з державного бюджету на здійснення заходів щодо соціально-економічного розвитку окремих територій на суму 3914,3 тис. грн.
Демидівська селищна рада приєдналася до європейської ініціативи «Угода мерів», яка охоплює місцеві та регіональні органи влади, що беруть на себе зобов'язання підвищувати енергоефективність та нарощувати використання відновлювальних джерел енергії на своїх територіях. У листопаді 2019 р. затверджено План дій сталого енергетичного розвитку і клімату до 2030 року.
У співпраці з громадською організацією «Сприяння розвитку села» реалізовано проєкт за підтримки Українського культурного фонду з популяризації історичної спадщини та промоції культурного надбання «Історичні екскурси в урочищі Шанків Яр». Також залучаються кошти на реалізацію мікро-проєктів громадськими організаціями, які діють на території громади. Постійно реалізуються інфраструктурні проєкти.
Функціонує Інвестиційна карта Демидівської громади.

## Пам'ятки культури
До надбань, які перебувають під особливим захистом селищної ради, належать такі об'єкти культурної спадщини:

### Перелік пам'яток архітектури національного значення
- церква св. Михаїла (дер.) (с. Пляшева);
- церква св. Георгія (мур.) (с. Пляшева)[15].

### Перелік пам'яток історії та монументального мистецтва місцевого значення
- пам'ятник воїнам-односельчанам (с. Хрінники);
- братська могила радянських воїнів (с-ще Демидівка);
- пам'ятник воїнам-односельчанам (с. Лішня);
- пам'ятник воїнам-односельчанам (с. Вербень);
- братська могила радянський воїнів (с. Княгинине);
- пам'ятник воїнам-землякам (с. Княгинине);
- пам'ятник воїнам-односельчанам (с. Глибока Долина);
- пам'ятник воїнам-односельчанам (с. Рогізне);
- пам'ятник воїнам-односельчанам (с. Рудка);
- пам'ятник воїнам-односельчанам (с. Ільпибоки);
- пам'ятник воїнам-землякам (с. Пляшева);
- братська могила воїнів радянської армії (с. Пляшева);
- братська могила воїнів російської армії (с. Пляшева)
- Поле Берестецької битви (с. Пляшева);
- пам'ятник українським козакам і селянам (с. Пляшева);
- братська могила воїнів радянської армії (с. Острів)[16].

### Перелік пам'яток архітектури місцевого значення
- церква Успіння Богородиці (дер.) (с. Вербень);
- церква св. Миколая (мур.) (с. Дубляни);
- церква св. архангела Михаїла (дер.) (с. Княгинине);
- церква Свято-Казанської Богоматері (зміш.) (с. Лопавше);
- Михайлівська церква (с. Вишневе)[17].

### Перелік пам'яток археології місцевого значення
- Поселення тшинецько-комарівської та черняхівської культури (с. Вербень);
- Поселення доби енеоліта та бронзи (с. Вербень, південно-західна окраїна);
- Поселення давньоруське (с. Вербень);
- Поселення черняхівське та давньоруське (с-ще Демидівка);
- Городище та селище (смт Демидівка, ур. «Замчисько»);
- Поселення тшинецько-комарівської культури та давньоруське (с. Княгинине, північно-східна окраїна села);
- Поселення доби бронзи, скіфського часу та давньоруське (с. Княгинине);
- Курганна група  (с. Лисин);
- Поселення енеоліта — бронзи та давньоруське (с. Лішня);
- Поселення енеолітичне та доби бронзи (с. Лопавше, південно-східна окраїна);
- Поселення стжижовської культури та давньоруське (с. Лопавше, північно-західна окраїна);
- Селище (с. Лопавше);
- Поселення комарівської культури та давньоруське (с. Лопавше);
- Поселення стжижовської та комарівської культури (с. Лопавше, ур. «Дубовик»);
- Поселення мезолітичне (с. Острів);
- Поселення лендельської та стжижовської культур (с. Острів, ур. «Попів горб»);
- Поселення комарівської культури (с. Охматків);
- Поселення (с. Перекалі, північна окраїна села);
- Селище (с. Перекалі, ур. «Глиняники»);
- Поселення доби бронзи та давньоруське (с. Перекалі, ур. «Городище»);
- Поселення, городоцько-здовбицька культура, могилянська група раннього залізного часу та черняхівська культура (с. Товпижин);
- Селище (с. Товпижин);
- Могильник культури кулястих амфор (с. Товпижин);
- Поселення, лендельська культура кулястих амфор, стжижовська, лежницька група раннього залізного часу та давньоруський час (с. Хрінники);
- Поселення давньоруське (с. Хрінники);
- Поселення, культура кулястих амфор, стжижовська, тшинецька, лежницька група раннього залізного часу та давньоруський час (с. Хрінники, південно-західна окраїна села)[18].

Важливе місце в історико-культурному житті громади посідає Національний історико-меморіальний заповідник «Поле Берестецької битви» в с. Пляшева. Заснований у 1965 році, з 2008 року отримав статус національного. Щороку, на дев'яту п'ятницю після Пасхи, відбувається масштабне вшанування пам'яті полеглих у Берестецькій битві 1651 року.
На державному обліку перебуває 36 пам'яток культурної спадщини, з них 4 пам'ятки архітектури, 8 пам'яток історії, 24 пам'ятки археології.
Демидівщина має значний рекреаційний потенціал: 3 річки загальною довжиною близько 40 кілометрів (Стир, Жабичі, Пляшівка), Хрінницьке водосховище, 8 ставків, 6 природно-заповідних об'єктів.
Біля Хрінницького водосховища функціонує КП "Дитячий санаторій «Хрінники» Демидівської селищної ради, оздоровчий комплекс «Чайка» (Рівненська філія ПАТ «Укртелеком»), база відпочинку «Маяк», спортивно-оздоровчий табір «Олімпієць» та приватні оздоровчі табори, літні будинки, садиби зеленого туризму.